# Cục Quản lý xử lý vi phạm hành chính và theo dõi thi hành pháp luật (Việt Nam)
Cục Quản lý xử lý vi phạm hành chính và theo dõi thi hành pháp luật là đơn vị thuộc Bộ Tư pháp, có chức năng tham mưu, giúp Bộ trưởng Bộ Tư pháp quản lý nhà nước và tổ chức thi hành pháp luật về xử lý vi phạm hành chính; theo dõi chung tình hình thi hành pháp luật trong phạm vi cả nước.
Cục Quản lý xử lý vi phạm hành chính và theo dõi thi hành pháp luật thành lập ngày 15/5/2014, theo Quyết định số 717/QĐ-TTg ngày 15/5/2014 của Thủ tướng Chính phủ.
Chức năng, nhiệm vụ, quyền hạn và cơ cấu tổ chức của Cục Quản lý xử lý vi phạm hành chính và theo dõi thi hành pháp luật được quy định tại Quyết định số 1190/QĐ-BTP ngày 28/6/2023 của Bộ trưởng Bộ Tư pháp.

## Nhiệm vụ và quyền hạn
Theo Điều 2, Quyết định số 1190/QĐ-BTP ngày 28/6/2023 của Bộ trưởng Bộ Tư pháp, Cục Quản lý xử lý vi phạm hành chính và theo dõi thi hành pháp luật có các nhiệm vụ, quyền hạn chính:
- Xây dựng, trình Bộ trưởng kế hoạch công tác dài hạn, 5 năm, hàng năm của Cục; tham gia xây dựng chiến lược, quy hoạch, kế hoạch phát triển dài hạn, 5 năm và hàng năm của ngành Tư pháp.
- Xây dựng chiến lược, quy hoạch, kế hoạch, chương trình, đề án, dự án, dự thảo văn bản quy phạm pháp luật về xử lý vi phạm hành chính và theo dõi tình hình thi hành pháp luật để Bộ trưởng trình cơ quan có thẩm quyền ban hành hoặc ban hành theo thẩm quyền.
- Về quản lý xử lý vi phạm hành chính:

1. Phối hợp với các đơn vị có liên quan của Tòa án nhân dân tối cao, Tòa án nhân dân cấp tỉnh, cấp huyện trong quản lý công tác xử lý vi phạm hành chính thuộc phạm vi quản lý của Tòa án nhân dân các cấp theo quy định của pháp luật.
2. Hướng dẫn nghiệp vụ hoặc có ý kiến về việc áp dụng pháp luật xử lý vi phạm hành chính theo quy định của pháp luật và phân công của Lãnh đạo Bộ.
3. Thực hiện các nhiệm vụ về xử lý vi phạm hành chính trong các lĩnh vực thuộc phạm vi quản lý của Bộ theo quy định của pháp luật và phân công của Lãnh đạo Bộ.
4. Kiểm tra hoặc phối hợp kiểm tra việc thi hành pháp luật về xử lý vi phạm hành chính theo quy định của pháp luật và phân cấp của Bộ.
5. Đề xuất với Bộ trưởng kiến nghị các Bộ, cơ quan ngang Bộ tiến hành thanh tra hoặc phối hợp với Thanh tra Bộ đề xuất Bộ trưởng xem xét, quyết định thanh tra việc áp dụng pháp luật về xử lý vi phạm hành chính có ảnh hưởng nghiêm trọng đến quyền, lợi ích hợp pháp của cá nhân, tổ chức và tham gia việc thanh tra theo quy định của pháp luật.
6. Tổng hợp và xây dựng Báo cáo chung về công tác thi hành pháp luật về xử lý vi phạm hành chính trong phạm vi toàn quốc.

- Về công tác theo dõi thi hành pháp luật:

1. Tham mưu, đề xuất Bộ trưởng giao các đơn vị thuộc Bộ hoặc chủ trì phối hợp với các đơn vị thuộc Bộ, cơ quan ngang Bộ, cơ quan thuộc Chính phủ và các cơ quan, tổ chức có liên quan thực hiện việc theo dõi thi hành pháp luật trong các lĩnh vực theo phân công của Chính phủ, Thủ tướng Chính phủ; theo dõi, đôn đốc, tổng hợp ý kiến về tình hình thi hành pháp luật trong trường hợp phạm vi lĩnh vực theo dõi thi hành pháp luật do Chính phủ, Thủ tướng Chính phủ giao có liên quan đến chức năng, nhiệm vụ của nhiều đơn vị, cơ quan;
2. Tham mưu Bộ trưởng quy định chi tiết việc xem xét, đánh giá tình hình thi hành pháp luật theo quy định;
3. Tham mưu Bộ trưởng xây dựng, trình Thủ tướng Chính phủ xem xét, ban hành Kế hoạch theo dõi tình hình thi hành pháp luật trong lĩnh vực trọng tâm, liên ngành; chủ trì tổ chức thực hiện Kế hoạch và báo cáo Thủ tướng Chính phủ theo quy định;
4. Tham mưu Bộ trưởng hướng dẫn, đôn đốc, kiểm tra các Bộ, cơ quan ngang Bộ, cơ quan thuộc Chính phủ, Ủy ban nhân dân tỉnh, thành phố trực thuộc trung ương, các đơn vị thuộc Bộ trong việc thực hiện nhiệm vụ theo dõi tình hình thi hành pháp luật và xử lý kết quả theo dõi tình hình thi hành pháp luật;
5. Chủ trì, phối hợp với các đơn vị thuộc các Bộ, cơ quan ngang Bộ, cơ quan thuộc Chính phủ và các cơ quan, tổ chức có liên quan theo dõi chung tình hình thi hành pháp luật trong phạm vi cả nước và trong các lĩnh vực thuộc phạm vi quản lý liên ngành, có nhiều khó khăn, vướng mắc, bất cập trong thực tiễn thi hành;
6. Kiến nghị và thực hiện kiểm tra liên ngành, kiểm tra của Bộ về tình hình thi hành pháp luật trong các lĩnh vực thuộc phạm vi quản lý liên ngành, có nhiều khó khăn, vướng mắc, bất cập trong thực tiễn thi hành theo quy định của pháp luật và phân cấp của Bộ;
7. Đề xuất việc giao đơn vị chuyên môn thuộc Bộ cho ý kiến về việc áp dụng văn bản quy phạm pháp luật theo phân công của Chính phủ, Thủ tướng Chính phủ; theo dõi, đôn đốc, tổng hợp ý kiến về việc áp dụng văn bản quy phạm pháp luật trong trường hợp nội dung cho ý kiến có liên quan đến nhiều đơn vị thuộc Bộ;
8. Tổng hợp, nghiên cứu, đề xuất Bộ trưởng trình Chính phủ, Thủ tướng Chính phủ xử lý kết quả theo dõi tình hình thi hành pháp luật đối với những vấn đề thuộc thẩm quyền quyết định của Chính phủ, Thủ tướng Chính phủ; tổng hợp kết quả công tác theo dõi tình hình thi hành pháp luật của các đơn vị thuộc Bộ;
9. Xây dựng báo cáo định kỳ hoặc đột xuất về công tác theo dõi chung thi hành pháp luật trong phạm vi cả nước trình Bộ trưởng báo cáo Chính phủ, Thủ tướng Chính phủ theo quy định.

- Tổ chức thực hiện ứng dụng công nghệ thông tin, chuyển đổi số trong các lĩnh vực thuộc phạm vi quản lý của Cục; quản lý, vận hành, cập nhật nội dung Trang thông tin quản lý xử lý vi phạm hành chính và theo dõi tình hình thi hành pháp luật trên Cổng thông tin điện tử Bộ Tư pháp; xây dựng, quản lý và vận hành Cơ sở dữ liệu quốc gia về xử lý vi phạm hành chính.
- Rà soát, hệ thống hóa, hợp nhất văn bản quy phạm pháp luật và pháp điển hệ thống quy phạm pháp luật trong các lĩnh vực thuộc phạm vi quản lý của Cục theo quy định của pháp luật và phân cấp của Bộ.
- Thực hiện các nhiệm vụ khác do Bộ trưởng giao.

## Cơ cấu tổ chức
(Theo Khoản 1b, Điều 2, Quyết định số 1190/QĐ-BTP ngày 28/6/2023 của Bộ trưởng Bộ Tư pháp)
- Văn phòng Cục
- Phòng Quản lý xử lý vi phạm hành chính
- Phòng Theo dõi thi hành pháp luật